# Jake Gibb
Jake Gibb, all'anagrafe Jakob Spiker Gibb (Bountiful, 6 febbraio 1976), è un giocatore di beach volley statunitense.

## Biografia
Ha debuttato nel circuito professionistico internazionale il 13 luglio 2005 ad Espinho, in Portogallo, in coppia con Stein Metzger piazzandosi in 5ª posizione, ma già il mese prima aveva partecipato ai mondiali di Berlino, sempre con Metzger. Il 28 ottobre 2006 ha ottenuto la sua prima vittoria nel World tour ad Acapulco, in Messico, insieme a Sean Rosenthal. Nel massimo circuito FIVB ha trionfato per 5 volte con due partner differenti e nel 2012 ha concluso la classifica finale in prima posizione.
Ha preso parte a due edizioni dei Giochi olimpici: a Pechino 2008 ed a Londra 2012, classificandosi al quinto posto in entrambe le occasioni e sempre in coppia con Sean Rosenthal.
Ha preso parte altresì a cinque edizioni dei campionati mondiali, ottenendo come miglior risultato il quinto posto a Gstaad 2007 con Sean Rosenthal.
Nel dicembre 2010, tramite un controllo antidoping dell'USADA che ha riscontrato alcuni valori anomali, ha scoperto di avere un cancro ai testicoli. Dopo l'intervento operatororio è tornato alle competizioni con l'intento di ottenere la qualificazione, poi centrata, per i Giochi olimpici di Londra.

## Palmarès

### World tour
- Vincitore per 1 volta della classifica generale: nel 2012
- 17 podi: 5 primi posti, 7 secondi posti e 5 terzi posti

#### World tour - vittorie
| Data            | Località | Nazione   | in coppia con   |
| --------------- | -------- | --------- | --------------- |
| 28 ottobre 2006 | Acapulco | Messico   | Sean Rosenthal  |
| 11 maggio 2008  | Praga    | Rep. Ceca | Sean Rosenthal  |
| 17 giugno 2012  | Roma     | Italia    | Sean Rosenthal  |
| 8 luglio 2012   | Gstaad   | Svizzera  | Sean Rosenthal  |
| 4 maggio 2013   | Shanghai | Cina      | Casey Patterson |

#### World tour - trofei individuali
- 1 volta miglior esordiente: nel 2005